# Орловска губерния
Орловска губерния (на руски: Орловская губерния) е губерния на Руската империя и Съветска Русия, съществувала от 1796 до 1928 година. Разположена е в западната част на Европейска Русия, а столица е град Орел. Към 1897 година населението ѝ е около 2,0 милиона души, главно руснаци (99,0%).
Създадена е през 1796 година на мястото на дотоговашното Орловско наместничество. През 1928 година е обединена с още няколко губернии в новосъздадената Централно-черноземна област.